# Michael Lehnertz
Michael „Ede“ Lehnertz (* 10. Oktober 1964) ist ein ehemaliger deutscher Handballspieler.

## Werdegang
Der aus Pallien stammende Lehnertz spielte ab 1971 Handball beim TuS Pallien, dann beim MJC Trier. Fußball spielte er gleichzeitig beim PST Trier, in beiden Sportarten erhielt er Berufungen in die westdeutsche Auswahl. Er entschloss sich, dem Handball den Vorzug zu geben, wechselte nach einer einjährigen Rückkehr nach Pallien zum TuS Daun in die Regionalliga und 1983 zu Bayer Leverkusen in die 2. Bundesliga.
1985 holte ihn der damalige Rekordmeister VfL Gummersbach, damit gelang Lehnertz mit 20 Jahren bereits der Sprung in die Handball-Bundesliga. Mit dem VfL Gummersbach gewann Lehnertz insgesamt zwei Meistertitel in den Jahren 1988 und 1991. 1988 gewann der auf Rechtsaußen eingesetzte Spieler unter dem damaligen VfL-Trainer Heiner Brandt zum ersten Mal die Westdeutsche Meisterschaft mit Gummersbach. In der Saison 1990/91 erzielte Lehnertz insgesamt 66 Tore und setzte sich als Mannschaftskapitän mit dem VfL gegen den damaligen DDR-Rekordmeister SC Magdeburg im Finale um die erste Gesamtdeutsche Meisterschaft durch.
Später wechselte er zum TuS Nettelstedt und stieg mit dem Verein 1994 in die Bundesliga auf. Lehnertz bestritt 54 Länderspiele und erzielte 55 Tore für die deutsche Nationalmannschaft. 1995 beendete Lehnertz seine Profikarriere im Alter von 31 Jahren.
Lehnertz blieb nach dem Ende seiner Handballlaufbahn zunächst im Bergischen Land, war Jugendtrainer beim VfL Gummersbach und ab 2002 Trainer beim TV Forsbach. 2005 zog es ihn nach Trier zurück. Dort wurde der Industriekaufmann für eine Krankenkasse beruflich tätig. Als Trainer betreute er in der Region den HSC Igel.